# Etheostoma bellator
Etheostoma bellator és una espècie de peix de la família dels pèrcids i de l'ordre dels cipriniformes que es troba a Alabama (Estats Units).